# Монгольское завоевание империи Южная Сун
Монгольское завоевание империи Южная Сун (1235—1279) — боевые действия между Монгольской империей и китайским государством Южная Сун, завершившиеся уничтожением китайского государства и включением его территории в состав империи Юань.

## Предыстория конфликта
Китайское государство Южная Сун образовалось тогда, когда Империя Сун была вынуждена под натиском чжурчжэней перенести столицу на юг, в Линьань, а бывшие северные земли Сун вошли в состав чжурчжэньского государства Цзинь. Южная Сун постоянно боролась за возвращение своих бывших северных территорий, и когда в конце XII века монголы объединились под предводительством Чингисхана, то Сун стала их естественным союзником в борьбе с Цзинь. Действия Сун помогли монголам в полном уничтожении Цзинь. За помощь сунцам во взятии последней столицы Цзинь на заключительном этапе войны им была обещана территория провинции Хэнань.
Понадеявшись на союзные договорённости с монголами, сунский император Ли-цзун решил получить плату за союз: он направил войска для занятия Гуаньчжуна помимо уже занятой Хэнани. Летом 1234 года войска Сун заняли Лоян. Узнавшие об этом монголы сначала уничтожили отряд сунцев, направлявшийся в Лоян, а потом вынудили другие южнокитайские части покинуть город. В это же время монголы открыли плотины на Хуанхэ, чтобы повысить уровень озера Цуньцюньдянь и затопить сунскую армию у Бяньляна — в этом рукотворном потопе утонула почти вся южнокитайская армия. Так сунцы потеряли все свои приобретения от войны против Цзинь на стороне монголов.

## «Малая война» 1235—1237

Сунский император Ли-цзун

Уже осенью 1234 года Угэдэй отправил пробную экспедицию в Сычуань под командованием Тагай-гамбу. На курултае 1235 года Южный Китай был назван в числе прочих объектов дальнейшей экспансии.
Весной 1235 года для действий против Сун были выделены два корпуса: один, под командованием Кодана (второй сын Угэдэя) отправился укреплять власть монголов в Хэнани, а другой — под командованием Кучу (третий сын Угэдэя) и Шиги-Хутуху — направился против Сун в Хубэй. Войска Кучу и Шиги-Хутуху прошли в Хубэй через округ Дэнчжоу, разорили округ Сянъян, разрушили Цзаоян, после чего осадили Инчжоу. Последний оказал упорное сопротивление, и монголы ушли обратно, захватив награбленное добро.
Из похода 1235 года монголы извлекли уроки, и перешли к тактике изматывающих набегов. В 1236 они последовательно провели несколько рейдов: в феврале — на округа Мяньчжоу и Даань в Шэньси, в апреле — в Хубэй, где взяли Сянъян, а также округа Суйчжоу и Инчжоу, осенью — на юг Хэнани (уезд Гуши, округа Гуанчжоу, Цичжоу и Шучжоу), в центральный Хубэй и на юг Шэньси (откуда добрались до Чэнду в Сычуани).
Осенью 1237 года был повторён набег в Хубэй (по тем же самым округам, что и в 1236), продолжались набеги в Хэнани (где был взят Гуанчжоу), были проведены рейды в Аньхой и Сычуань (как продолжение рейда в Хубэй). Однако монголам не удалось захватить хорошо укреплённые города Хуанчжоу и Аньфэн.

## Перемирие 1238—1251
В конце 1237 года «Сун устрашилась и запросила перемирия». Весной 1238 года был подписан мирный договор, в соответствии с которым Сун обязалась платить ежегодную дань в размере 200 тысяч слитков серебра и 200 тысяч кусков шёлка.
В связи с периодами междуцарствия в Монгольской империи в 1240-х годах центральной власти в Каракоруме было не до планов завоеваний. Поэтому, хотя в 1242, 1245 и 1246 годах и были монгольские набеги на некоторые области Сун, но они являлись инициативой местных монгольских военачальников.

## Подготовка монголов к войне с Сун
На курултае 1251 года новым великим ханом был избран Мунке. Разрабатывая планы новых походов, новый хан, в частности, решил покорить и Южный Китай. Наступление было решено вести сразу в нескольких направлениях, так как лобовой удар с севера на юг был обречён на полный провал. Одним из вариантов являлось нападение с запада, но в этом случае препятствием являлось государство Дали, находившееся на территории современной провинции Юньнань. Чтобы создать здесь базу для наступления на Сун, монголам требовалось покорить эту область. В 1252 году Мунке поставил во главе армии, отправившейся в поход на Дали, своего брата Хубилая. Хубилай выполнил эту задачу в 1253 году.
К югу от Янцзы лежали города, которые в то время были крупнейшими в мире. Для осады этих городов нужны были специальные осадные орудия. За помощью в составлении планов и в проведении самой кампании монголы обратились к китайским и мусульманским советникам.
Чтобы не позволить войскам Сун сосредоточиться на защите какой-либо одной области страны и вынудить их рассеяться для отражения монгольского наступления, Мунке решил разделить свои войска на четыре армии, перед каждой из которых были поставлены особые задачи. Армия под личным командованием Мунке должна была двинуться на юг из лагеря на северо-востоке, занять Сычуань, а после этого идти на восток. Войска Хубилая должны были отправиться на юг из недавно отстроенного Кайпина, переправиться через Янцзы у Эчжоу и разбить там сунскую армию. Там войска Хубилая должны были соединиться с отрядами Урянхадая, которые должны были двигаться на северо-восток с территории бывшего государства Дали. Четвёртая армия под руководством внука одного из братьев Чингисхана должна была выступить из лагеря Мунке в Люпаньшане и идти на восток к Сянъяну.

## Походы Мунке
Двигавшаяся на юг армия под командованием Мунке столкнулась с серьёзными затруднениями, так как шла по самому сложному и наименее разведанному маршруту. Мунке был вынужден задержаться на юго-западе гораздо дольше, чем предполагалось первоначально. Хотя к марту 1258 года его войска и захватили Чэнду, но при дальнейшем движении к Чунцину они остановились под Хэчжоу: сунский полководец Ван Цзянь решил оборонять город и не пожелал сдаться. Мунке провёл под Хэчжоу пять месяцев. С конца марта 1259 по начало мая его войска несколько раз пытались взять город приступом, но так и не смогли достичь успеха. С наступлением сезона дождей война замерла. Как только дожди закончились, монголы вновь пошли на приступ, но опять натолкнулись на ожесточённое сопротивление войск Ван Цзяня. 11 августа 1259 года Мунке скончался (согласно одним источникам — от полученной раны, по другим — от дизентерии или холеры). После смерти Мунке его войска прекратили боевые действия: они продолжали удерживать захваченные области, но больше не делали ничего, и даже не пытались связаться с другими армиями, поскольку вопрос престолонаследия с их точки зрения был намного важнее, чем продолжение завоевания Южной Сун.
Хубилай отправился из Кайпина на юг в декабре 1258 года, выслав вперёд авангард под предводительством Бахадура, который должен был собрать и подготовить припасы для войска. Стремясь повторить успех своего похода на Дали, Хубилай предостерёг своих полководцев от неоправданного истребления китайского населения, и предупредил, что за невыполнения этого указа будет наказывать строго, вплоть до смертной казни. К августу 1259 года он переправился через реку Хуайхэ, и послал своего доверенного советника уйгура Лянь Сисяня в область Тайшань (в провинции Хубэй), где тот должен был призвать местное население покориться монголам. После отъезда Ляня Хубилай продолжил двигаться на юг, в начале сентября выйдя к северному берегу Янцзы. Через десять дней он узнал о смерти Мунке. Сводный брат Мугэ просил Хубилая вернуться на выборы великого хана, но (согласно «Юань ши») тот отказался, сказав: «Я получил приказ великого хана идти на юг. Как же я вернусь без заслуг?»
Через несколько недель после получения известий о смерти Мунке Хубилай приказал своим войскам начать переправу через Янцзы. Войска переправились, несмотря на непогоду, и тут же после высадки на другой берег вступили в бой. Обе стороны понесли тяжёлые потери, но монголам удалось создать плацдарм к югу от Янцзы. Их следующей целью был город Эчжоу. Город был хорошо укреплён, сунцы сумели доставить в город подкрепления несмотря на монгольскую блокаду, однако Хубилай стремился во что бы то ни стало захватить Эчжоу, так как это достижение повысило бы его престиж. Сунский канцлер Цзя Сыдао, желавший любой ценой сохранить целостность территории Южной Сун, послал полководца Сун Цзина для переговоров с Хубилаем, предлагая ежегодную дань серебром и тканями в обмен на обещание не переходить Янцзы, которая стала бы нерушимой границей, но Хубилай отверг это предложение. В этой тяжёлой ситуации Южную Сун спас кризис, вызванный спором о престолонаследии среди монголов: один из претендентов на трон великого хана — Ариг-Бука — отправил своих полководцев на земли удела Хубилая. Жена Хубилая — Чаби — попыталась задержать продвижение противника, и отправила гонца к Хубилаю с извещением о сложившейся ситуации. После этого у Хубилая не осталось выбора: оставив для удержания некоторых завоёванных пунктов символические силы под началом Бахадура, он отвёл большую часть войск от Эчжоу.

## Монгольское междуцарствие

Великий хан Хубилай

В 1260 году состоялось два курултая: на одном из них великим ханом был избран Хубилай, на другом — Ариг-Буга. Среди монголов началась междоусобная война.
Воспользовавшись трудным положением Хубилая, Южная Сун попыталась вернуть под свою власть земли, захваченные монголами. Цзя Сыдао приказал своим войскам напасть на оставленные там Хубилаем малочисленные отряды. Монголы были изгнаны, и земли вернулись под власть южносунского императора. Цзя намеренно завысил важность этой победы, введя в заблуждение императорский двор и укрепив решимость не идти на компромисс с «северными варварами». Армии Хубилая были задействованы в войне с Ариг-Бугой и поэтому он не имел возможности снарядить карательный поход против Сун; напротив, 21 мая 1260 года он направил к сунскому двору посольство во главе с Хао Цзином, с которым поехали Хэ Юань и Лю Жэньцзе, чтобы уладить конфликт дипломатическим путём, однако Цзя Сыдао задержал монгольских послов.
Тем временем у Хубилая появилась ещё одна проблема. Одним из его доверенных лиц был китайский перебежчик Ли Тань, которому была поручена оборона восточной прибрежной части монгольских владений — провинции Шаньдун. В распоряжении Ли была армия, воевавшая против сунских войск, и большие ресурсы (запасы соли и меди). Однако, сознавая, что экономические отношения с Сун принесут ему больше выгоды, чем связь с северным Китаем, Ли начал отдаляться от Хубилая и, когда он смог устроить побег своему сыну Ли Яньцзяню, содержавшемуся в качестве заложника при монгольском дворе, то 22 февраля 1262 года поднял мятеж, истребил монгольских воинов на подвластной ему территории и передал Ляньчжоу и Хайчжоу империи Сун. Войска Ли захватили города близ Иду, а через месяц взяли Цзинань.
Хотя Хубилай и был поглощён борьбой с Ариг-Бугой, он быстро оценил размеры опасности, исходящей от Ли, и принял все необходимые меры для её устранения. Он послал против Ли в Шаньдун своих самых доверенных полководцев. Войска Хубилая укрепили оборону городов, которые могли подвергнуться нападению армии Ли, и встали в них гарнизонами. Покончив с оборонительными мероприятиями, Хубилай приказал Ши Тяньцзэ и Ши Чу перейти в наступление. В конце марта или начале апреля противники сошлись неподалёку от Цзинани. Армия Ли была разбита, он был вынужден отступить в Цзинань. К середине апреля Ли начали покидать его главные приверженцы. Они переметнулись к монголам, заявляя, что Ли принудил их присоединиться к восстанию. Стремясь побудить к дезертирству прочих сторонников мятежника, Хубилай простил первых перебежчиков. Он также предупредил своих военачальников, чтобы они не допускали притеснения местных жителей в этих областях, и не причиняли ненужного ущерба, надеясь таким образом переманить на свою сторону больше мятежников. Этот план сработал, и ряды восставших всё больше редели. Одновременно Ши Тяньцзэ осадил Цзинань. Отрезанные от припасов и складов оружия, войска Ли стали покидать осаждённый город и сдаваться на милость противника. К началу августа Ли понял, что проиграл. Он отправился к озеру Дамин и попытался утопиться, но монголы спасли неудачливого самоубийцу, чтобы предать его подобающей казни: его упрятали в мешок и растоптали лошадьми.

Сунский император Ду-цзун

У Южной Сун тем временем были свои проблемы. Крупные землевладельцы сосредоточили в своих руках огромные имения; вследствие особой близости к правительственным кругам они были освобождены от уплаты налогов. Всё больше земель исчезало из налоговых списков, в результате чего страна оказалась в глубоком финансовом кризисе. Двор был не в состоянии покрывать быстро возраставшие военные расходы. К 1260 году злоупотребления, в которых погрязли землевладельцы и чиновники Южной Сун, поставили под угрозу само существование империи. Канцлер Цзя Сыдао пытался провести реформы, чтобы устранить злоупотребления: он старался убедить императора издать ряд указов, направленных против чиновничьих спекуляций, были устроены общественные ящики для писем, куда люди могли положить свои жалобы и обвинения. Его предложения натолкнулись на ожесточённое противодействие со стороны чиновников и землевладельцев. Цзя снял с должностей особо рьяных врагов, а несколько человек даже предал казни, на их замену он выдвинул собственных друзей и чиновников низшего ранга, обошедших по службе более опытных людей. Такие меры привели к расколу общества накануне монгольского нашествия.
В 1260-х годах, будучи занятым борьбой с претендентами на трон великого хана, Хубилай делал примирительные жесты по адресу Южной Сун. Весной 1261 года он направил к сунскому двору двух послов — Цуй Миндао и Ли Цюаньи — требуя освободить захваченного год назад Хао Цзина, но несмотря на полученный отказ Хубилай самолично отпустил на свободу 75 сунских купцов, которых его войска захватили на границе. В 1262 году разрешение вернуться на родину получили ещё 40 торговцев, а два года спустя Хубилай освободил 57 купцов. Также он поступил в 1269 году ещё с 45 купцами. В 1264 году Хубилай сделал выговор своим военачальникам, казнивших двух пленённых сунских полководцев без суда и следствия. Хубилай, стремившийся переманить как можно больше дезертиров из сунской армии, был крайне недоволен подобной бессмысленной жестокостью; сам он награждал перебежчиков землями, тканями и стадами. Эта политика приносила заметный успех, так как с начала 1260-х приток перебежчиков из южного Китая к монголам не ослабевал.

## Походы Хубилая

### Осада Сянъяна и Фаньчэна
Переломным моментом в борьбе между монгольской империей и Южной Сун явилась начавшаяся в 1268 году осада Сянъяна. Сянъян и соседний Фаньчэн располагались на северной границе современной провинции Хубэй, на противоположных берегах реки Ханьшуй. Они занимали важное стратегическое положение, так как были последними крепостями на пути к бассейну Янцзы и прикрывали дороги, ведущие к среднему течению реки, а также к западным областям Южной Сун. Захватив эти два города, монголы могли создать плацдарм для дальнейшего продвижения на юг. Сунские власти возвели в Сянъяне мощные укрепления, а командовать обороной поставили Люй Вэнхуаня. Командовать монгольскими войсками, действовавшими против Сянъяна, был назначен Аджу, ему подчинялись китайские перебежчики Лю Чжэн и Ши Тяньцзэ, уйгур Ариг-Хайя.
Монголы поначалу рассчитывали уморить защитников голодом, но вскоре обнаружили, что для этого им нужно перекрыть снабжение Сянъяна по реке Ханьшуй (причём по всему течению). Поэтому в начале 1268 года чиновники в Шэньси и Сычуани получили приказ построить 600 лодок. Чтобы перекрыть снабжение Сянъяна, Лю Чжэн начал возводить укрепления в Бохэкоу и Лумэньшане к югу от Сянъяна. В октябре Хубилай поручил Аджу обложить также и Фаньчэн.
В 1269 году Хубилай стал проявлять недовольство ходом осады. В феврале он послал Ши Тяньцзэ изучить расстановку войск под Сянъяном и представить свои соображения относительно возможных улучшений. В марте он приказал направить Аджу и Лю Чжэну подкрепления в 20 тыс. чел., а в апреле, следуя совету Ши Тяньцзэ, эти два полководца соединили укрепления Бохэкоу и Лумэньшаня, ещё более затруднив вход и выход из Сянъяна. Однако этих шагов оказалось недостаточно, так как в апреле 1270 года Аджу и Лю Чжэн попросили 70 тыс. чел. и 5 000 судов. Но даже получив требуемые подкрепления они не могли принудить осаждённых к сдаче. Положение было тупиковым.
Сунский двор не собирался идти на уступки, и осажденные войска также были полны решимости не сдаваться без боя. В Сянъяне хватало продовольствия и питьевой воды, иногда сквозь монгольскую блокаду прорывались посылаемые центральными властями суда с припасами, время от времени осаждённые отправляли отряды на прорыв окружения. Взять же крепости штурмом без тяжёлых потерь представлялось невозможным, кроме того, это мероприятие могло кончиться и неудачей.
Чтобы выйти из тупика, Хубилай обратился к ильхану Персии — своему племяннику Абаке — с просьбой прислать для покорения Фаньчэна и Сянъяна специалистов в осадном деле. В 1271 году Абака отправил к Хубилаю Исмаила и Ала-ад-Дина. Ненадолго задержавшись при монгольском дворе, оба мусульманина прибыли к месту боевых действий, оценили обстановку, и принялись за строительство военных машин. Под градом огромных камней сунские войска не смогли выстоять под натиском монголов, и через несколько дней Фаньчэн был взят.
Когда слухи о падении Фаньчэна дошли до Люй Вэньхуаня, он понял, что и его солдаты в Сянъяне не выдержат такого мощного обстрела, однако он медлил со сдачей города. Поэтому мусульманские инженеры осмотрели укрепления Сянъяна, соорудили у юго-восточного угла осадную машину, и произвели выстрел. Признав вражеское превосходство в огневой мощи, Люй сдал Сянъян, выдержав почти пятилетнюю осаду.

### Наступление Баяна и смещение Цзя Сыдао
Через несколько месяцев после взятия Сянъяна смертельно больной Ши Тяньцзэ написал для Хубилая докладную записку, в которой рекомендовал отдать все монгольские войска под начало одного верховного командующего. Хубилай согласился с мнением своего старого соратника, и летом 1273 года главнокомандующим экспедиционными силами в южном Китае был назначен Баян. В конце 1274 — начале 1275 годов Баян неумолимо продвигался вглубь империи Сун. Приблизившись к городу или укреплению, он требовал покориться. Если жители или военные отказывались подчиниться приказу, то они подвергались обстрелу из осадных орудий, построенных Исмаилом и Ала-ад-Дином. По мере продвижения Баяна на юг число переходивших на сторону монголов возрастало: одни сунские чиновники были озлоблены реформами Цзя Сыдао, другие считали монголов единственной силой, способной объединить северный и южный Китай.
В январе 1275 года Баян решил переправиться через Янцзы у Ханькоу. На реке и на земле произошло ожесточённое сражение, после которого сунские войска были вынуждены отступить с берегов Янцзы. В середине марта при Динцзячжоу, недалеко от Янчжоу, армия Баяна встретилась с армией Цзя Сыдао. Решающую роль в сражении сыграли монгольские катапульты: в армии Цзя началось дезертирство, и в конце-концов он был вынужден собрать оставшиеся силы и отступить.
Поражение Цзя предоставило удобный случай его противникам при императорском дворе. Его обвинили в том, что он пытался умиротворить монголов ещё в 1259 году, а когда решил вступить в противостояние с «варварами», то назначал на военные должности неопытных и неспособных людей. Снятый с должностей Цзя Сыдао был отправлен в изгнание в Фуцзянь, но по дороге был убит начальником конвоя.

### Капитуляция сунского двора
Как сторонники Цзя, так и его противники были настолько разочарованы складывающейся ситуацией, что спешили сдаться Баяну. Чтобы привлечь ещё больше перебежчиков, Хубилай послал Баяну приказ не допускать разграбления недавно завоёванных областей. Проведя несколько операций по зачистке местности, Баян подошёл к Янчжоу, оставил нескольких военачальников осаждать город, и двинулся к своей конечной цели — Линьаню.
Сунский императорский двор находился в смятении. Правивший с 1264 года Ду-цзун скоропостижно скончался 12 августа 1274 года. Он оставил троих малолетних сыновей. Ему наследовал второй сын Сянь, которому исполнилось 4 года, однако реальная политическая власть осталась в руках бабки Сяня — вдовствующей императрицы Се. Однако она была стара и больна, в условиях правительственного кризиса у неё практически не осталось верных людей, и она была озабочена спасением уже не страны, а самой династии. Выдвинувшийся к тому времени на главные роли в сунской администрации Вэнь Тяньсян предложил вывезти императорскую семью из города и отправить её в более безопасное убежище где-нибудь в южных районах страны. Императрица согласилась с мнением приближённых лишь тогда, когда к городу подошли войска Баяна. Братьев императора вывезли на юг, но сама правительница и император задержались, чтобы воодушевить местное население.
Между тем армия Баяна занимала один город за другим; в большинстве случаев сунские войска и горожане просто сдавались на милость монголов, оборона полностью развалилась. Однако вдовствующая императрица не помышляла о капитуляции. 23 декабря 1275 года она отправила к Баяну посла, пытаясь убедить его прекратить военные действия и обещая взамен выплачивать дань. Однако монгольский командующий, ссылаясь на вероломство, проявленное сунским двором, задержавшим Хао Цзина и убившим одного из послов Хубилая, отправил китайское посольство обратно. 11 января 1276 года сунский двор сделал более привлекательное предложение: империя обязалась выплачивать ежегодную дань в 250 тысяч монет серебром и 250 тысяч отрезов шёлка. Однако Баян не соблазнился и этим. Лишь в конце января, после того, как сунский император признал себя подданным Хубилая, Баян согласился на переговоры. После нескольких безуспешных встреч между представителями обеих сторон вдовствующая императрица передала Баяну печать династии Сун.

### Сопротивление сунских лоялистов на юге страны
Получив известие о падении столицы, сунские лоялисты, бежавшие в южные области страны, 14 июня 1276 года собрались в Фучжоу на церемонию коронации 7-летнего императора Ши — старшего сводного брата пленённого императора. Общее управление страной взял в свои руки Чэнь Ичжун, а важнейшие посты заняли Чжан Шицзе, Вэнь Тяньсян и Лу Сюфу. Все четверо стремились к единоличной власти, а высшей силы, способной направлять и сдерживать их устремления, не было. Вскоре из правительства был изгнан Лу Сюфу, не сошедшийся с Чэнь Ичжуном. Уставшие от междоусобиц в верхах, прочие сановники начали толпами перебегать к монголам. Отсутствие единства в правительстве подрывало доверие к сунским властям со стороны простого населения.
Покорение юго-западных областей империи Сун было доверено уйгуру Ариг-Хайя. Имея под началом 30 тысяч человек, он в июле 1276 года двинулся на юг и, захватив по дороге Чанша, к апрелю 1277 года вступил в северные районы Гуанси. На востоке монгольские войска под командованием Соду продолжали преследовать остатки сунской императорской семьи, и к концу 1276 года добрались до Фучжоу. Когда монгольская армия была уже всего в нескольких днях пути, высшие сунские сановники покинули Фучжоу и отправились по морю в Цюаньчжоу.
В Цюаньчжоу всеми делами заправлял Пу Шоугэн, занимавший пост Управляющего морской торговлей в Цюаньчжоу. Его поддержкой стремились заручиться как Хубилай, так и сунские лоялисты, так как Пу располагал кораблями, которые должны были весьма пригодиться в морской войне. Сомневаясь в преданности Пу, Чжан Шицзе и другие сунские советники относились к нему с подозрением, и в начале 1277 года бежали из Цюаньчжоу. В апреле Пу официально перешёл на сторону Хубилая, который назначил его военным командующим провинций Фуцзянь и Гуандун.
Бежав из Цюаньчжоу, сунские лоялисты сначала остановились в Чаочжоу, затем перебрались в Хуэйчжоу, а большую часть 1277 года провели в Гуанчжоу. Однако Соду неумолимо преследовал остатки сунского двора, подавляя встречаемое сопротивление с помощью военных машин. В ноябре 1277 года он попытался завязать переговоры, но Чжан Шицзе наотрез отказался выслушивать какие-либо предложения. Получив отказ, Соду атаковал и захватил Гуанчжоу, а к февралю 1278 года его войска вступили в Чаочжоу. Вновь обратившись в бегство, 6 января 1278 года сунский двор попал в сильный шторм. Императорский корабль затонул, а императору и Чжан Шицзе чудом удалось спастись. Измученный постоянными переездами, потрясениями, сменой климата и мест юный император скончался 8 мая 1278 года.

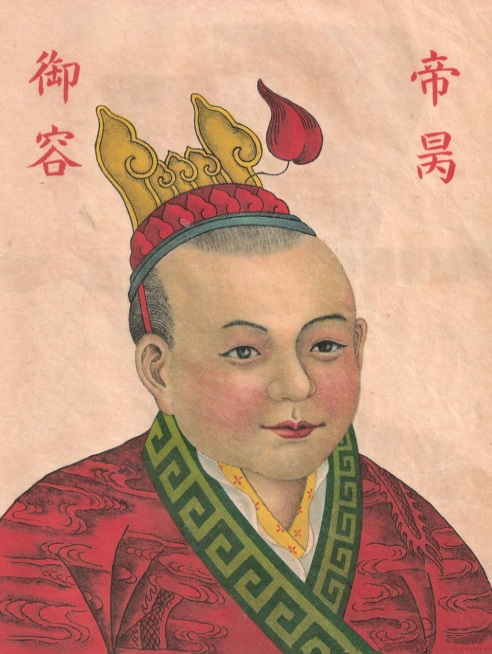
Чжао Бин (последний сунский император)

Смерть императора нанесла тяжёлый удар сунским лоялистам, но Чжан Шицзе вновь сумел сплотить их. Он возвёл на трон сводного брата покойного императора — Чжао Бина — и вместе с Лу Сюфу стал править от его имени. К тому времени беглецы поселились на острове Наочжоу, у берега полуострова Лэйчжоубаньдао. Встал вопрос о том, что делать дальше. Чэнь Ичжун предложил отправить императора в Чампу.
Пока Чэнь был в Чампе, выясняя, согласны ли её правители дать приют сунскому императору, монгольские войска заняли Лэйчжоу. Лоялисты вновь вышли в море, и нашли временное убежище на острове Яйшань.
В начале 1279 года монгольские войска собрались под Яйшанем. Сознавая превосходство монголов в огневой мощи, Чжан Шицзе попытался избежать окружения, но 19 марта лишь 16 судам удалось прорвать блокаду. В ходе Ямыньской морской битвы с монгольским флотом получил повреждения и императорский корабль. Лу Сюфу, увидев, что корабль идёт ко дну, взял императора на руки и прыгнул вместе с ним за борт на верную смерть. Так завершилась династия Сун. Большинство сунских лоялистов сдались или покончили с собой, небольшая их часть бежала в юго-восточную Азию.